# Kreisgymnasium Hochschwarzwald

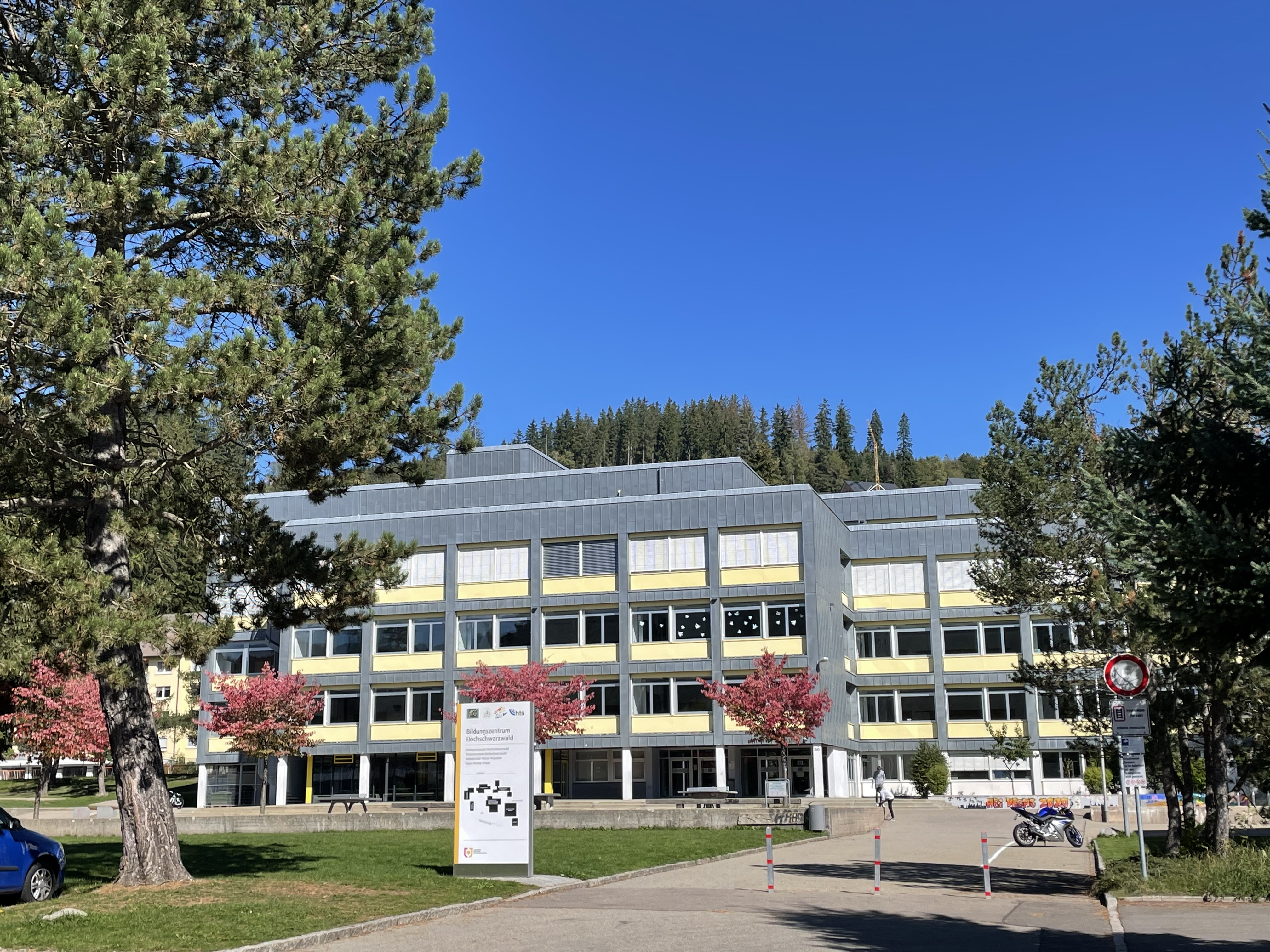
Kreisgymnasium Hochschwarzwald frontal gesehen im September 2022

Das Kreisgymnasium Hochschwarzwald (kurz: KGH) ist ein allgemeinbildendes Gymnasium in Titisee-Neustadt im Schwarzwald im Landkreis Breisgau-Hochschwarzwald in Baden-Württemberg. Das Gymnasium ist Teil des Bildungszentrums Hochschwarzwald.

## Besonderheiten
- Seit 2008 trägt die Schule den Titel „Partnerschule für Europa“.[5]
- Seit 2019 trägt die Schule den Titel MINT-freundliche Schule[6], außerdem ist sie Teil des Schülerforschungszentrums Regio Freiburg (SFZ Freiburg), das Kurse im MINT-Bereich anbietet.[7]
- Die Schule bietet einen Schüleraustausch in der 8. Klasse mit der französischen Partnerstadt von Titisee-Neustadt, Coulommiers an.
- Modellhaftes Projekt „Bildungszentrum Hochschwarzwald“ der Robert-Bosch-Stiftung[8]

## Schulleben

### Sprachenfolge und Profilwahl
Wie viele Gymnasien in Baden-Württemberg haben die Schüler am KGH die Wahl zwischen einem naturwissenschaftlichen oder einem sprachlichen Pfad. Konkret bedeutet dies, dass in der siebten Klassenstufe der Zug Naturwissenschaft und Technik (NWT), Spanisch oder Latein gewählt wird, welcher ab der 8. Klasse unterrichtet wird.
Als erste Fremdsprache wird ab der 5. Klasse Englisch unterrichtet, ab der 6. Klasse ebenfalls Französisch zweite Fremdsprache.
Außerdem haben die Schüler seit dem Schuljahr 2002/2003 die Möglichkeit, sich in der 6. Klasse für einen bilingualen Zug zu entscheiden. In Klassenstufe 7 und 8 wird dann der Fächerverbund Geographie-Wirtschaft-Gemeinschaftskunde bilingual unterrichtet, ergänzt vom Fach Geschichte in Klasse 8 und 9. In den Klassenstufen 9 und 10 wird Biologie zweisprachig vermittelt sowie erneut das Fach Geographie-Wirtschaft-Gemeinschaftskunde in Klasse 10. In der Kursstufe kann dann Englisch als Leistungskurs und Biologie in bilingualer Ausführung gewählt werden, was zum internationalen Abitur Baden-Württemberg führt. Der bilinguale Zug kann, außer in der Kursstufe, nach jedem Schuljahr frühzeitig beendet werden.

### Bildungsangebot
Am Kreisgymnasium Hochschwarzwald wird das Abitur nach der zwölften Jahrgangsstufe absolviert. Im Rahmen eines Ganztagsangebots besteht außerdem die Möglichkeit zur Beteiligung an Arbeitsgemeinschaften.

### Persönlichkeiten
- Adalbert Weh (1940–2002), Theologe, Lehrer und Übersetzer

### Statistik
Das Kreisgymnasium Hochschwarzwald besuchten 639 Schüler im Schuljahr 2022/2023. Es unterrichten 63 Lehrkräfte und 4 Referendare mit Lehrauftrag. Es umfasst 30 Klassen (Klassenstufen 5–10 vierzügig) und insgesamt 8 Tutorate in Kursstufe 1 und 2.